# لئوپولد یکم، پادشاه بلژیک

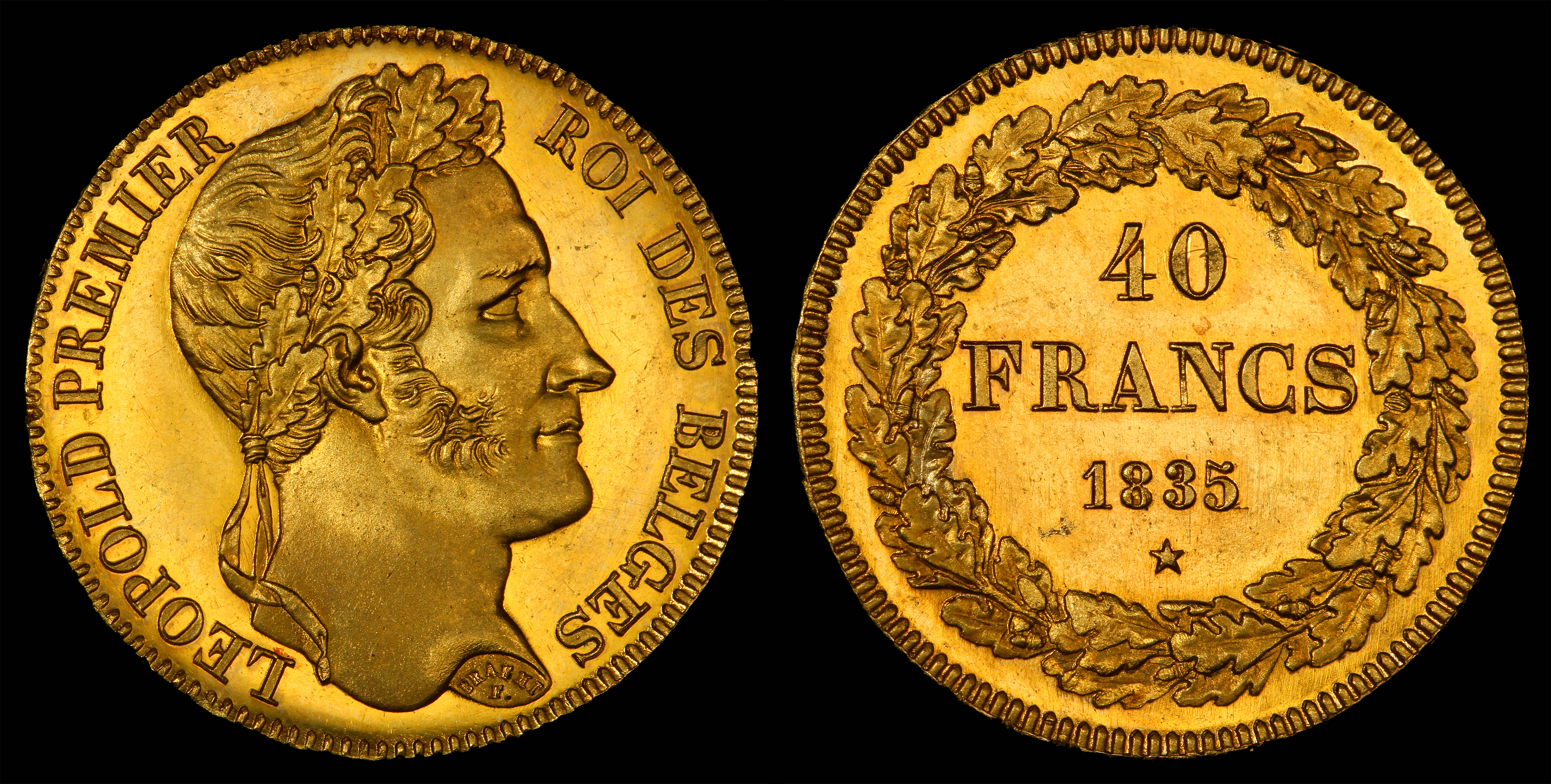
نگاره‌ای از پشت و روی سکهٔ ۴۰ فرانکی بلژیک به تاریخ ضرب ۱۸۳۵ میلادی. بر روی سکه نقش نیم‌رُخ لئوپولد یکم، نخستین پادشاه بلژیک نقش بسته‌است. این سکه اکنون در مالکیت موزه ملی تاریخ آمریکا قرار دارد.

لئوپولد یکم (۱۶ دسامبر ۱۷۹۰–۱۰ دسامبر ۱۸۶۵) با نام کامل لئوپولد گئورگ کریستین فردریش (به آلمانی: Leopold Georg Christian Friedrich)، شاهزادهٔ ساکس-کوبورگ-سالفلد و بعدتر شاهزادهٔ ساکس-کوبورگ و گوتا، دوک ساکسونی و به‌دنبال استقلال بلژیک از هلند در ۲۱ ژوئیهٔ ۱۸۳۱ نخستین پادشاه بلژیک بود.
او جوانترین فرزند فرانتس فردریش آنتون، دوک ساکس-کوبورگ-سالفلد و کنتس آگوستا روس-ابرسدورف بود و پس از نشستن بر تخت قدرت را تا هنگام مرگش در دست داشت.
لئوپولد یکم همچنین آغازگر و بنیانگذار شاخهٔ بلژیکی‌تبار دودمان ساکس-کوبورگ و گوتاست. ملکه ویکتوریا یکی از خواهرزادگان لئوپولد یکم بود.
در سال ۲۰۰۶ سکهٔ یادبودی ۱۲٬۵۰ یورویی به افتخار لئوپولد یکم و به مناسبت ۱۷۵مین سالگرد دودمان پادشاهی بلژیک با تصویری از نیم رخ او در آن کشور ضرب گردید.

## لئوپولد اول و تفاهم‌نامهٔ تجاری با ایران

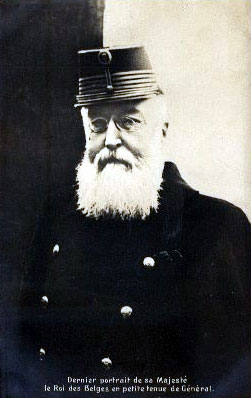
آخرین عکس پیش از مرگ

اولین مذاکرات رسمی برای عقد قرارداد بازرگانی بین دولتین ایران و بلژیک در سال ۱۲۲۰ هجری شمسی (۱۸۴۱ م) در اسلامبول توسط میرزا جوادخان سفیر کبیر ایران در دربار عثمانی و بارون فرانسوا ژان وزیر مختار بلژیک در ترکیه شروع و در پایان همان سال قرارداد مزبور به امضاء رسید. سپس در سال ۱۲۳۶ هجری شمسی (۱۸۷۳ م) عهدنامه مودت و تجارت بین دو کشور به وسیله فرخ خان امین‌الملک سفیر ایران در پاریس به نمایندگی از طرف ناصرالدین شاه و شارل ویلن وزیر امور خارجه بلژیک به نمایندگی از طرف لئوپولد (دوم) شاه بلژیک در بروکسل به امضاء رسید